# Fata Morgana
«Fata Morgana» (Марево про землю) — повість українського письменника Михайла Коцюбинського, присвячена темі змін в українському селі на початку XX століття та революції 1905—1907. Повість має підзаголовок «З сільських настроїв».
Її назва є алюзією на оптичне явище фата-моргана, міраж. Таким вибором назви автор намагається показати примарність надій і сподівань селянства на землю, волю, ліквідацію соціальної нерівності.

## Історія написання
Повість була написана частинами, спочатку у вигляді оповідання 1903 року, а 1910 року доповнена описом подій на селі під час революції 1905—1907 років у Російській імперії (події у с. Вихвостові Городнянського району, що на Чернігівщині).
У листі до шведського славіста А. Єнсена 28 листопада 1909 р. Коцюбинський повідомляв, що має намір написати й третю частину повісті, основною темою якої, за словами автора, мало бути «„заспокоєння“ та здичіння села в останні часи». Але заключна частина так і залишилася ненаписаною.

## Зміст
Повість розповідає про родину безземельного бідняка Андрія Волика. Дружина Андрія, Маланка — найтрагічніший образ. Вона все життя плекала мрію про землю, сподівалася, що колись її будуть ділити, однак її мрії залишилися тільки маревом.
Пестила мрію про землю, а земля встала проти неї, ворожа, жорстка, збунтувалася і втекла з рук, як марево, поманила і як марево щезла.
Сам Андрій Волик відійшов від землі, став фабричним робітником, зненавидів хліборобство. Його мрія — відновлення фабрики. Але фабричний світ робить його калікою. Мрію Андрія теж зруйновано.
Донька Андрія, Гафійка — представник нового покоління, з яким пов'язані сподівання письменника. Вона приєднується до революційного гуртка Марка Гущі, юнака, який повернувся із заробітків і приніс у село ідеї організованої боротьби за свої права, думку про те, що «земля не панська, а людська».
Описаний у повісті революційний виступ зазнав невдачі, але Марко Гуща, Гафійка, вічний наймит Хома Гудзь залишаються живими, й з ними не вмерли сподівання на те, що земля перестане колись бути маревом.

## Екранізації
У 1931 р. режисер Б. Х. Тягно екранізував у фільмі «Фата морґана» окремі епізоди повісті.
У 1956 р. за мотивами повісті знято фільм «Кривавий світанок».